# Paulo César (futbolista)
Evangelista Santiago Dino (Surubim, Brasil, 11 de mayo de 1952 - 4 de octubre de 2022) mayormente conocido como Paulo César, fue un futbolista brasileño que se desempeñaba como delantero.

## Trayectoria

### Inicios en Brasil
Creció futbolísticamente en Recife. A inicios de la década de 1970 formó parte de los clubes Cacique e Independente Esporte Clube, equipos menores del estado de Pernambuco.
En 1974 fue transferido al Parnahyba, donde se consolidó como titular y fue subcampeón del Campeonato Piauiense. También destacó como segundo máximo goleador del torneo.
En 1977 fichó por el Moto Club de São Luís, con el que ganó el Campeonato Maranhense y fue el máximo goleador con 22 tantos.
Más adelante fue cedido al Paysandu, y en 1992 volvió a representar al Moto Club en la Copa de Brasil, anotando 4 goles en 14 partidos. Posteriormente, se unió al Ferroviário-CE por 200.000 cruzeiros, donde se convirtió en el máximo goleador del campeonato estatal con 29 goles. Su rendimiento atrajo al Santa Cruz Futebol Clube, que lo contrató por 1.800.000 cruzeiros.

### Carrera en Ecuador
En 1981 se trasladó a Ecuador tras ser adquirido por el Barcelona Sporting Club, aunque inicialmente fue cedido a préstamo a Liga de Quito. En Liga marcó 25 goles y fue el máximo goleador del torneo nacional.
En 1983, ya como parte del Barcelona SC, volvió a consagrarse como máximo anotador del Campeonato Ecuatoriano de Fútbol con 28 goles.
En 1985 fichó por el Club Deportivo Filanbanco, con el que disputó una buena temporada, aunque sin conseguir el título nacional. Finalizó su carrera profesional en el Deportivo Quevedo, donde nuevamente fue el goleador del campeonato de la Serie B en 1990 con 14 goles.

## Características técnicas
Jugó como delantero. Cubrió el rol de delantero centro y vistiendo la camiseta con el número 9. Aunque no tenía una habilidad técnica refinada, se destacó por sus dotes como anotador. Fue particularmente hábil en los tiros a la cabeza y en encontrar la posición adecuada dentro del área de penalti para poder concluir el gol con mayor facilidad.

## Vida personal
Nació en el estado de Pernambuco, inicialmente vivió en Recife. Luego se mudó varias veces, siguiendo su carrera futbolística. En 1981 llegó a Ecuador, primero a Guayaquil y luego a Quito. En esta última ciudad murió su esposa de nacionalidad brasileña; luego se volvió a casar con una mujer ecuatoriana.
Después de terminar su carrera en el fútbol se instaló en Guayaquil iniciando su propio negocio.
Falleció el 4 de octubre de 2022 en Guayaquil a consecuencia de cancer.

## Clubes
| Club              | País      | Año  |
| ----------------- | --------- | ---- |
| Cacique           | Brasil    | ¿?   |
| Independente-PE   | ¿?        |      |
| Parnahyba         | 1974-1976 |      |
| Moto Club         | 1977      |      |
| Paysandu          | 1977      |      |
| Moto Club         | 1978      |      |
| Ferroviário-CE    | 1978-1979 |      |
| Santa Cruz        | 1979-1980 |      |
| Barcelona         | Ecuador   | 1981 |
| Liga de Quito     | 1982      |      |
| Barcelona         | 1983-1984 |      |
| Filanbanco        | 1985      |      |
| 9 de Octubre      | 1986      |      |
| Filanbanco        | 1987-1988 |      |
| Deportivo Quevedo | 1989-1993 |      |

## Palmarés

### Campeonatos estatales
| Título                | Club      | País   | Año  |
| --------------------- | --------- | ------ | ---- |
| Campeonato Maranhense | Moto Club | Brasil | 1977 |

### Distinciones individuales
| Distinción                         | Club              | País    | Año  |
| ---------------------------------- | ----------------- | ------- | ---- |
| Goleador del Campeonato Maranhense | Moto Club         | Brasil  | 1977 |
| Goleador del Campeonato Cearense   | Ferroviário-CE    | 1979    |      |
| Goleador de la Serie A de Ecuador  | Liga de Quito     | Ecuador | 1981 |
| Barcelona de Guayaquil             | 1983              |         |      |
| Goleador de la Serie B de Ecuador  | Deportivo Quevedo | 1990    |      |